# 奎特拉瓦克
奎特拉瓦克（约1476－1520），阿兹特克帝国第7位君主，第10位特诺奇蒂特兰君主，在位仅80天。
奎特拉瓦克是前国王阿沙亚卡特尔的第十一子，是前国王蒙特苏马二世的弟弟。他的外祖父与他同名，曾是伊斯塔帕拉帕的统治者，奎特拉瓦克最初曾短暂地过统治那里。
奎特拉瓦克登基时，阿兹特克帝国已经遭到了西班牙人的入侵，国家岌岌可危。前国王蒙特苏马二世失去了阿兹特克人的信任，他作为新任国王被迫登基。1520年，蒙特苏马二世遭到袭击并死去，而奎特拉瓦克的王位也并未坐长久，他在位仅80天便罹患天花死去。

## 脚注
1. ↑  Wimmer (2006).
2. ↑  For year of birth, see entry for "CUITLAHUAC" （页面存档备份，存于）, Dictionnaire de la langue nahuatl classique (Wimmer 2006).
3. ↑  Chimalpahin (1997): pp. 56–57, 164–165, 216–217.
4. ↑  Chimalpahin (1997): pp. 148–151.
5. ↑  Chimalpahin (1997): pp. 42–43.
6. ↑  Chimalpahin (1997): pp. 50–51.
7. ↑  Chipman, Donald E. (2005).